# Курбатов, Александр Михайлович
Александр Михайлович Курбатов (31 июля 1949, Бердск — 9 августа 2010, Москва) — физик-теоретик, доктор физико-математических наук, профессор. Ученик академика Николая Николаевича Боголюбова. Известный специалист в области прикладной математики, статистической механики и теории динамических систем. Лауреат премии и медали имени Н. Н. Боголюбова (1991) за разработку аналитических методов теории многих взаимодействующих частиц.

## Биография
Отец, Михаил Андреевич Курбатов — боевой лётчик, ветеран Великой Отечественной войны. Мать — Лидия Дмитриевна Попова-Юсупова. Братья — Алексей (1939—1941/42) и Иван (1929—1987, похоронен в Ленинграде).
Окончил физический факультет (1966—1972) Московского государственного университета имени М. В. Ломоносова (МГУ).
В течение многих лет работал в Математическом институте имени В. А. Стеклова Российской академии наук (МИАН), постоянно и плодотворно сотрудничал с Лабораторией теоретической физики им. Н. Н. Боголюбова Объединенного института ядерных исследований (ОИЯИ).
За время работы в МИАН в соавторстве с учёными Дубны получил ряд важных результатов в теории точно решаемых модельных задач статистической механики, таких как модели полярона, сегнетоэлектриков, спиновых стёкол, модель Дикке. А.М Курбатов распространил метод аппроксимирующего гамильтониана и концепцию квазисредних Н. Н. Боголюбова на случай неупорядоченных систем. В его трудах дальнейшее развитие получил метод Т-произведений в модельных задачах статистической механики. А. М. Курбатов был широко известен также своими научными результатами в области интегрируемых нелинейных динамических систем.
Профессор А. М. Курбатов занимался воспитанием научных кадров. Среди его учеников — профессора, доктора и кандидаты физико-математических наук, плодотворно работающие в физических и математических институтах России и за рубежом.
Ряд лет А. М. Курбатов посвятил государственной службе в качестве заместителя председателя Высшей аттестационной комиссии Российской Федерации. С февраля 1994 по март 1996 года он — Ответственный секретарь Совета по кадровой политике при Президенте РФ. В это же время (с февраля 1994 по январь 1996) занимал пост начальника Управления федеральной государственной службы Президента РФ. Затем перешел на должность Заместителя руководителя Государственной налоговой службы Российской Федерации (распоряжение Правительства РФ № 824-р от 24.05.96) в чине Государственного советника налоговой службы I ранга (указ Президента РФ № 1048 от 19.07.96), где проработал до ноября 1997 (распоряжение Правительства РФ № 1658-р от 19.11.97).
В последующие годы активно занимался коммерческой и общественной деятельностью.
Похоронен на Аллее почёта Сергиево-Демидовского кладбища наукограда Дубна в трёх километрах от Храма Похвалы Пресвятой Богородицы в Ратмино на противоположном — левом берегу Волги. Александр Михайлович долгое время являлся прихожанином этого храма. Будучи с самого детства человеком набожным, глубоко и искренне верующим, он искренне полюбил Ратминский храм. Еще в 1988 году он активно участвовал в сборе подписей за передачу храма верующим — был одним из основных инициаторов этого процесса. Позднее, где бы он ни был, Александр Михайлович находил особую радость, возвращаясь в это святое место.

## Основные работы
Результаты исследований, опубликованные в 110 научных работах и трёх монографиях, получили высокую оценку и широкое признание специалистов как в нашей стране, так и за рубежом.

### Избранные публикации
1. Некоторые вопросы изучения модельных гамильтонианов статистической физики. I. Основные теоремы для свободной энергии — А. М. Курбатов, С. С. Лапушкин — ТМФ, 1974, 21:1, 103—110
2. Точно решаемая модель для сегнетоэлектриков типа порядок-беспорядок — А. М. Курбатов, В. Н. Плечко — ТМФ, 1976, 26:1, 109—116
3. Аппроксимация гамильтониана для (V, N)-систем — А. Н. Ермилов, А. М. Курбатов — ТМФ, 1978, 37:2, 258—264
4. А. М. Курбатов, Д П. Санкович Уравнения самосогласования в методе аппроксимирующего гамильтониана — ТМФ, 1980, 42:3, 392—405
5. А. Н. Ермилов, А. Н. Киреев, А. М. Курбатов Исследование моделей спинового стекла с произвольными распределениями констант взаимодействия — ТМФ, 1981, 49:3, 344—352
6. А. Н. Ермилов, А. Н. Киреев, А. М. Курбатов Некоторые модели спиновых стекол — ТМФ, 1982, 51:3, 403—406
7. Н. Н. Боголюбов (мл.), А. Р. Казарян, А. М. Курбатов, В. Н. Нескоромный Функции Грина в модели Дикке. I. Эволюционное уравнение — ТМФ, 1983, 54:1, 147—153
8. Н. Н. Боголюбов (мл.), А. Р. Казарян, А. М. Курбатов, В. Н. Нескоромный Функции Грина в модели Дикке. II. Сверхизлучающее состояние — ТМФ, 1984, 59:2, 249—261
9. Н. Н. Боголюбов (мл.), Й. Г. Бранков, В. А. Загребнов, А. М. Курбатов, Н. С. Тончев Некоторые классы точно решаемых модельных задач квантовой статистической механики: метод аппроксимирующего гамильтониана — УМН, 1984, 39:6(240), 3-45
10. Н. Н. Боголюбов (мл.), А. К. Прикарпатский, А. М. Курбатов, В. Г. Самойленко Нелинейная модель типа Шредингера: законы сохранения, гамильтонова структура и полная интегрируемость — ТМФ, 1985, 65:2, 271—284
11. Н. Н. Боголюбов (мл.), А. Н. Киреев, А. М. Курбатов Метод T-произведений в теории полярона — ТМФ, 1986, 67:1, 115—128
12. А. В. Бакаев, А. Н. Ермилов, А. М. Курбатов Спиновое стекло в трехкомпонентной модели Поттса — ТМФ, 1987, 71:2, 308—312
13. А. М. Курбатов, А. В. Солдатов Резонансная динамика в обобщенной модели квадрупольного взаимодействия — ТМФ, 1988, 74:3, 457—462
14. Н. Н. Боголюбов (мл.), А. Н. Киреев, А. М. Курбатов, Д. П. Санкович Некоторые проблемы теории полярона — Тр. МИАН СССР, 1989, 191, 17-33
15. В. П. Ковров, А. М. Курбатов Концепция квазисредних Н. Н. Боголюбова в теории неупорядоченных систем. — Тр. МИАН СССР, 1989, 191, 89-100